# Waddington, Lincolnshire
Waddington är en ort och civil parish i Storbritannien.   Den ligger i grevskapet Lincolnshire och riksdelen England, i den sydöstra delen av landet, 190 km norr om huvudstaden London. Waddington ligger 78 meter över havet och antalet invånare är 4 081.
Terrängen runt Waddington är huvudsakligen platt. Waddington ligger uppe på en höjd. Runt Waddington är det ganska tätbefolkat, med 108 invånare per kvadratkilometer. Närmaste större samhälle är Lincoln, 6,7 km norr om Waddington. Trakten runt Waddington består till största delen av jordbruksmark.